# Hoàng Việt (nhà Minh)
Hoàng Việt (chữ Hán: 黄钺, ? – 1402), tự Thúc Dương, người châu Thường Thục, lộ Bình Giang, hành tỉnh Giang Nam , quan viên nhà Minh.

## Cuộc đời
Việt từ nhỏ hiếu học. Gia đình có ruộng ở Cát Trạch pha, cha lệnh cho Việt đến sống ở chỗ ấy để đôn đốc trồng trọt. Việt từ chỗ bạn bè tìm mượn sách, học tập không nghỉ. Huyện cử hiền lương, Việt được thụ chức Nghi chương điển sử.
Năm Kiến Văn đầu tiên (1399), Việt đỗ kỳ thi Hương ở Hồ Quảng, năm sau trúng tiến sĩ, được thụ chức Hình khoa Cấp sự trung. Năm thứ 3 (1401), cha Việt mất, Phương Hiếu Nhụ đến viếng, kín đáo hỏi rằng: "Quân Yên hằng ngày nam hạ, nay Tô, Thường, Trấn Giang, là tả phụ của kinh sư đấy. Anh là người Ngô, cận thần của triều đình, nay dẫu rời chức, cũng nên chỉ dạy cho tôi." Việt đáp: "Trong 3 phủ, chỉ có Trấn Giang là rất yếu hại. Giữ thành không chọn đúng người, tức là dẹp bỏ chướng ngại mà mở đường cho địch. Chỉ huy Đồng Tuấn xảo quyệt không xứng chức, tâu việc lên triều đình đều là những lời lẽ xa xôi, phù phiếm. Tô Châu tri phủ Diêu Thiện, trung nghĩa hăng hái, có phong độ quốc sĩ, nhưng nhân từ có thừa mà quản lý khoan dung, sợ không đủ để dẹp loạn. Vả lại đại thế của quốc gia, nên giữ lấy thượng du, binh đến Giang Nam, nói gì cũng không kịp nữa rồi!" Phương Hiếu Nhụ nhân đó nhờ Việt gởi thư cho Diêu Thiện; Thiện nhận thư, cùng Việt nhìn nhau mà khóc, thề chết vì nước. Việt quay về, ở bên mộ cha.
Quân Yên đến Trường Giang, Diêu Thiện thụ chiếu nắm binh cần vương, gởi thư mời Việt. Việt biết việc không xong, nên lấy cớ lo việc tang để từ chối. Sau đó Đồng Tuấn quả nhiên đem Trấn Giang đầu hàng quân Yên. Việt nghe tin Kiến Văn đế đã bị lật đổ, bèn đóng cửa không ra. Năm sau (1402), triều đình lấy chức Hộ khoa Tả cấp sự trung để triệu Việt, ông đi được nửa đường thì đâm đầu xuống sông. Nhờ triều đình xét rằng Việt chết đuối chứ không phải tự sát, nên gia đình không gặp vạ.